# Reacción de Bucherer

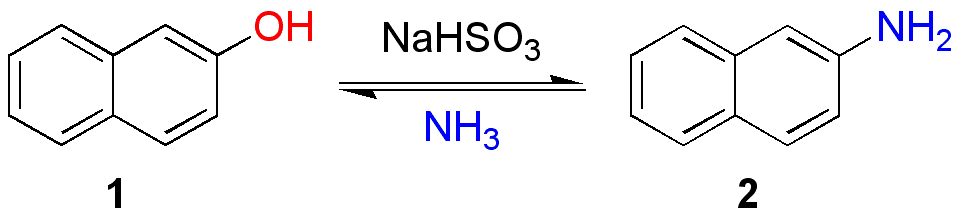
Reacción de Bucherer.

La reacción de Bucherer es  una reacción orgánica que consiste en la conversión reversible del  α-naftol hacia α-Naftilamina en presencia de amoniaco y bisulfito de sodio.

El químico francés R. Lepetit fue el primero en descubrir la reacción en 1898, pero el químico alemán Hans Theodor Bucherer (1869-1949) fue quien descubrió (independiente a Lepetit) su reversibilidad y su potencial en química, especialmente en la industria. Bucherer publicó sus resultados en 1904 y su nombre está vinculado a esta reacción. La reacción orgánica también se denomina reacción Bucherer-Lepetit o (erróneamente) reacción Bucherer-Le Petit.

## Mecanismo
En la primera etapa del mecanismo, un protón es tomado por un átomo de carbono con alta densidad electrónica, siendo favorecidos los carbonos 2 o 4 del naftol (1). Esto conduce al híbrido  estabilizado por resonancia 1. Esto conduce a los aductos 1a-1e.
La pérdida de aromaticidad del primer anillo en el sistema de naftaleno se produce con una entalpía de 25 kcal / mol. En el siguiente paso, una molécula de bisulfito se suma al Carbono 3 en el híbrido de resonancia 1e. Esto da lugar a la formación de 3a, el cual tautomeriza al ácido sulfónico de la tetralona más estable 3 b . La amina ataca al carbonilo por adición-eliminación nucleofílica, formando la base de Schiff. Esta imina es inestable, y el equilibrio se desplaza a la formación de la enamina 5c. El paso final es la recuperación de la aromaticidad por la eliminación de bisulfito (6), para formar el α-aminonaftol.
Es importante destacar que se trata de una reacción reversible. La reacción se resume de la siguiente manera:
La síntesis de carbazoles de Bucherer es una reacción relacionada.